# Embalse del Piedras
El embalse del Piedras se encuentra ubicado entre los municipios de Lepe y Cartaya, en la provincia de Huelva (España).
Su capacidad máxima es de 60 hm³. Se construyó en el año 1968 a lo largo del cauce del río Piedras sobre alrededor de 796 ha. Pertenece a la Demarcación Hidrográfica Tinto, Odiel y Piedras y abastece, junto con otros pantanos, a la costa occidental de la provincia andaluza, en la que abundan los regadíos, además de una industria turística en pleno auge.
Aguas abajo del embalse se encuentran el Embalse de los Machos y el Paraje natural Marismas del Río Piedras y Flecha del Rompido.